# Короста
Коро́ста (лат. scabies) — інфекційне паразитарне захворювання шкіри, яке супроводжується свербінням, розчухуваннями на шкірі, папульозними висипаннями. Щонайменше 200 млн людей у всьому світі одночасно хворіють на коросту. Приблизно від 5 до 50% дітей у бідних на ресурси районах хворіють на коросту. Ця хвороба поширена в усьому світі, але найбільше — в тропічних країнах і в районах з високою щільністю населення.

## Етіологія
Збудник корости — кліщ (Sarcoptes scabiei), який паразитує у верхніх шарах шкіри, носієм є тільки людина. Життєвий цикл складається з двох періодів:
- репродуктивного (від яйця до личинки)
- метаморфічного (від личинки до молодого кліща).

Ходи в роговому шарі шкіри хворого на коросту прокладають запліднені самиці та личинки — німфи. Личинки виходять із ходів і занурюються у вічка волосяних фолікулів та під лусочки рогового шару епідермісу. Період розвитку кліща від личинки до дорослої особини відповідає появі на шкірі хворого дрібних фолікулярних папул, поодиноких везикул, ледве помітних ходів. У день запліднена самиця перебуває в ходах у спокої, а ввечері, переважно між 18 і 21-ю годинами, прогризає нові ходи. Таким чином, посилення свербіння ввечері та вночі пояснюють добовим біоритмом життєдіяльності коростяного кліща.
За межами організму людини коростяний кліщ живе 3-5 діб, цим пояснюють рідкість непрямого способу зараження. Кліщ гине за температури вище 50 °C, тому кип'ятіння білизни чи прасування її гарячою праскою вбиває його. Кліщі та їхні личинки практично відразу гинуть за температури нижче нуля, це можна використати в зимовий період для дезінфекції матраців, виставивши їх на мороз.

## Епідеміологічні особливості

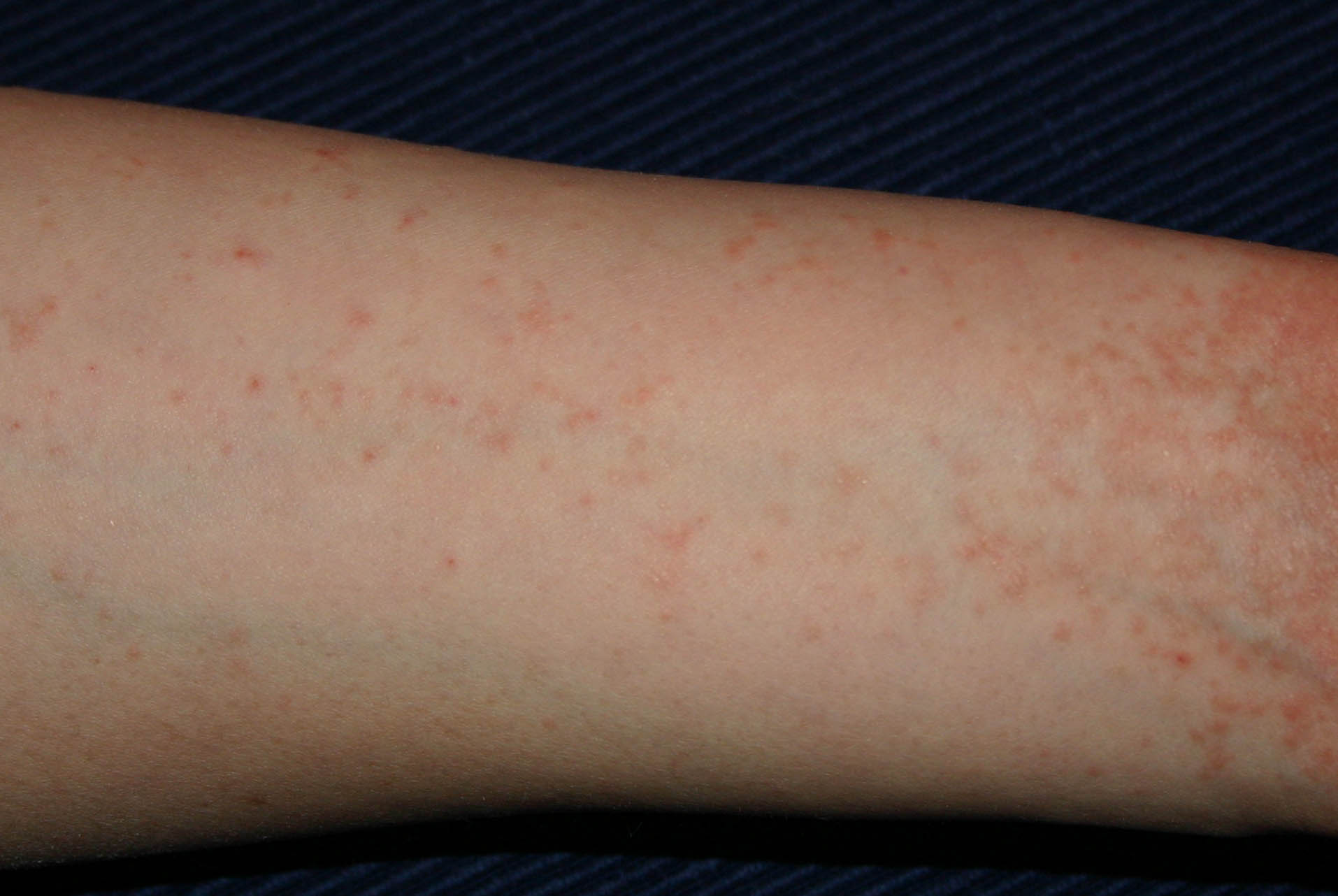
Коростяні висипання на руці

Джерелом зараження є хвора на коросту людина. Основний механізм передачі — контактний. Шлях поширення хвороби — побутовий. Це може відбутися у разі безпосереднього контакту з хворою людиною (сон в одному ліжку, статеві контакти тощо) або через речі, якими користувався хворий (постільна і натільна білизна, одяг, рушники, рукавички, іграшки, гроші тощо). Трапляються нечисленні випадки зараження коростою в лазнях, душових, готелях, поїздах, на пляжах.
Зараження відбувається переважно у разі перенесення запліднених самиць на шкіру здорової людини. При цьому інкубаційний період хвороби вкрай короткий, оскільки паразити негайно починають прогризати ходи в роговому шарі епідермісу, що супроводжується свербінням. Заразитися можна також личинками, тоді клінічні прояви розвиваються приблизно через 2 тижні.
Чинники, які сприяють поширенню корости: утримання дітей у колективах (дошкільні дитячі заклади, інтернати, школи), міграція населення (туризм, сезонні роботи, відрядження), нехтування правилами особистої гігієни, пізнє звертання по медичну допомогу, нераціональне самолікування, діагностичні помилки лікарів, відсутність огляду і лікування контактних осіб тощо.

## Клінічна симптоматика

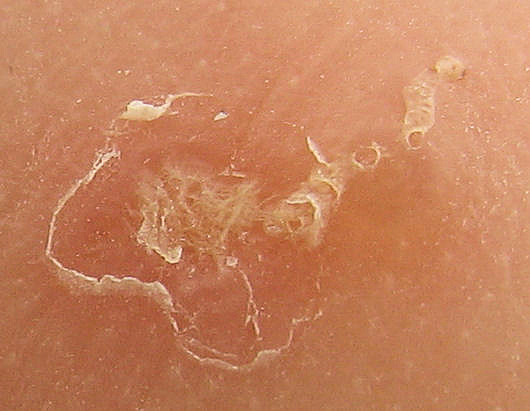
Коростяний хід

### Класична короста
Класична форма корости має такі клінічні симптоми:
- свербіння, яке посилюється увечері та вночі;
- характерні коростяні ходи на шкірі;
- поява папул, окремих везикул, розчухувань, кров'янистих кірок, які часто розміщені попарно або ланцюжком;
- характерне розташування елементів висипу.

Свербіння турбує не тільки на тих ділянках тіла, де заглиблюються кліщі, а й рефлекторно на інших. Воно посилюється з кожним днем і може набути поширеного характеру. Свербіння іноді може посилитися в процесі лікування корости або зберігатися після закінчення лікування внаслідок подразливої дії ліків. У такому разі його легко усунути шляхом застосування місцевих засобів.
Коростяні ходи найчастіше можна побачити на бічних поверхнях кистей і пальців, на згинальних і бічних поверхнях променево-зап'ясткових суглобів, ліктів, тильних поверхнях ступень. Це білуваті або бурого забарвлення лінії, які дещо виступають над рівнем шкіри, вони прямі або звивисті, завдовжки 0,5-10 см.

### Атипова короста

#### Малосимптомна короста
Цей різновид корости (ще короста «охайних», короста «інкогніто») розвивається в осіб, які дотримуються правил особистої гігієни. У таких випадках коростяні ходи відсутні, а кількість елементів висипу незначна. Це міліарні фолікулярні папули, ізольовані везикули, окремі уртикарні елементи, кров'янисті кірочки, подряпини в типових для корости місцях локалізації, помірне або слабке свербіння лише вночі.

#### Лікована короста
Цей різновид корости спостерігають в осіб, яких неправильно чи недостатньо лікували протипаразитарними засобами, або в тих, яких лікували кортикостероїдними мазями, які зменшують вираженість запальних явищ і свербіж, але не виліковують коросту. При цьому клінічна симптоматика хвороби змінюється, і це ускладнює діагностику. Тому під час оцінки об'єктивних даних необхідно враховувати сам факт неадекватного лікування корости в анамнезі.

#### Короста без ходів
Рідкісна форма захворювання. Виявляють її у осіб, які протягом двох останніх тижнів контактували з хворими коростою. Спричинюють її личинки кліща. При огляді виявляють поодинокі папули в міжпальцевих проміжках (рідше на шкірі тулуба).

#### Норвезька короста
Цей різновид називають ще кірковою коростою. Дуже рідкісна і дуже контагіозна форма захворювання. На 1 см2 шкіри можна знайти до 200 кліщів. Розвивається, як правило, на тлі зниження імунітету. Є СНІД-асоційованою хворобою. На шкірі утворюються масивні кірки, множинні коростяні ходи, з'являються поліморфні висипання (пустули, папули, везикули). Приєднання стафілококової інфекції супроводжується піодермією.

### Короста у дітей
У дітей грудного і раннього дитячого віку спостерігають низку особливостей, не властивих перебігу корости у дорослих. Висипання локалізуються на будь-якій ділянці тіла, в тому числі на обличчі, шиї, волосистій частині голови і особливо на долонях та підошвах. Значна частина висипань зосереджується на шкірі нижніх кінцівок (стегна, гомілки, кісточки, внутрішні поверхні ступень). Можлива наявність бульозних елементів у типових місцях локалізації корости, особливо на долонях і підошвах. У разі корости в дітей грудного і раннього дитячого віку наявні уртикарні елементи, висипання більш соковиті з ексудативним характером. У ділянці міжпальцевих складок кистей, на бокових поверхнях пальців висипань може й не бути. У хворої дитини дуже виражений свербіж, що порушує сон. У грудних дітей коростяний кліщ може уражати нігті, вони потовщуються, стають крихкими, на поверхні їх утворюються поздовжні та поперечні тріщини. У дітей дошкільного віку клінічні прояви корости можуть бути мінімальними, коростяних ходів мало або вони незначно виражені.

## Ускладнення
Внаслідок розчухувань шкіри можуть виникати гноячкові хвороби — стрептококове та змішане імпетиго, ектима, фолікуліти, фурункули, іноді з явищем екзематизації, дерматити.
У хворого може розвинутися постскабіозна лімфоплазія шкіри; постскабіозні вузлики виникають після або під час основної хвороби. Вузлики круглі або овальні з гладенькою поверхнею, щільної консистенції, поодинокі або множинні, за розміром від горошини до квасолини, мають синюшно-рожеве або буро-червоне забарвлення. Вони часто локалізуються на жіночих статевих органах, внутрішніх поверхнях стегон, животі, в ділянці пупка, пахвових ямках, довкола сосків, рідко — на внутрішніх вушних раковинах, повіках. Характерним є інтенсивне свербіння. Перебіг хвороби тривалий — упродовж місяців та років, але доброякісний. Для неї характерні спонтанний регрес і рецидиви на тих самих місцях, можливий розвиток вузликів і на інших ділянках. У крові можливий лімфоцитоз (до 45 %). Вузлики резистентні до місцевої терапії, в тому числі й протикоростяної. Ускладненнями перебігу корости також можуть бути дерматити, іноді з явищами екзематизації, які зумовлені лікуванням хвороби.
Можуть розвиватися ускладнення і з боку внутрішніх органів та крові. Так, коростяну нефропатію розглядають або як вияв імунологічного феномена, або як таку, що спричинює бактерійний чинник, зокрема бета-гемолітичний стрептокок. Можлива еозинофілія, на тлі ускладнення гноячковими хворобами — лейкоцитоз, підвищена ШОЕ.

## Діагностика
Діагноз корости може встановити дерматолог при фізикальному огляді та підтвердити при мікроскопічному лабораторному дослідженні. Щоб взяти зішкріб, на уражену ділянку наносять гліцерин, потім скальпелем зіскрібають матеріал для аналізу. Оскільки тільки в кожному третьому випадку виявляють екскременти, яйця або самих кліщів, в інших клінічних випадках діагноз встановлює лікар на підставі клінічних проявів і скарг пацієнта.

## Лікування
Як протипаразитарний засіб застосовують суспензію бензилбензоату або 33 % сірчану мазь. Лікування доцільно проводити у вечірній час, між 18 і 24-ю годинами, враховуючи біоритм життєдіяльності коростяного кліща. При цьому протикоростяні препарати діють безпосередньо на кліщів і личинок, а також потрапляють в організм кліща у разі прогризання ним ходів, що трапляється переважно увечері. Перед кожним втиранням препаратів рекомендують прийняти ванну чи душ. Цим досягається змивання личинок з поверхні шкіри, а також розм'якшення епідермісу, що сприяє проникненню препаратів у коростяні ходи чи елементи висипання. Також використовують судокрем, що містить бензилбензоат.
У дітей до 4 років застосовують 10 % суспензію бензилбензоату. Втирання проводять також у шкіру шиї, обличчя, волосистої частини голови, оскільки короста у малолітніх дітей уражає і ці ділянки. Під час лікування дітей треба остерігатися потрапляння суспензії в очі, щоб запобігти розвитку кон'юнктивіту.

## Профілактика
- Контактним особам, не ураженим коростою, проводять одноразове лікування. У разі виявлення корости у дітей, які відвідують дитячі заклади, проводять огляд персоналу.
- Диспансерне спостереження за особами, що перехворіли на коросту, з повторним оглядом через 3-4 тижні.
- Білизну кип'ятять, прасують гарячою праскою, матраци виставляють на мороз.
- Активно виявляють джерело інфікування коростою.
- Забезпечують 100 % профілактичне лікування осіб, які контактували з хворими на коросту.
- Проводять повну дезобробку і дезінфекцію протягом першої доби.
- Проводять просвітницьку роботу серед населення.